# Náměstí Republiky (metropolitana di Praga)
Náměstí Republiky è una stazione della linea B della metropolitana di Praga.

## Storia
La stazione è stata attivata il 2 novembre 1985, come parte del tratto inaugurale della linea B tra Sokolovská e Smíchovské nádraží.

## Strutture e impianti
La stazione è sotterranea ed è dotata di due binari, serviti da una banchina centrale.

## Servizi
- Biglietteria
- Servizi igienici

## Interscambi
- Fermata autobus (linee 194 e 207)[2]
- Fermata tram (linee 8, 15, 26 e 34)[2]
- Stazione ferroviaria (Praga Masarykovo, sulle linee S1, S4, S54 e R44 del servizio ferroviario suburbano di Praga)[2]